# Католицизм в Сьерра-Леоне
Католицизм в Сьерра-Леоне. Католическая церковь в Сьерра-Леоне является частью всемирной Католической церкви. Численность католиков в стране составляет около 186 тысяч человек (3,1 % от общей численности населения) по данным сайта Catholic Hierarchy; около 264 тысяч человек (4,7 % населения) по данным Католической энциклопедии.

## История
В середине XV века на территории современного Сьерра-Леоне появились португальские мореплаватели, к тому же времени относятся первые попытки христианизации местного населения, в основном безуспешные. Вскоре после португальцев здесь высадились французы и голландцы, а в середине XVI века начали колонизаторскую деятельность англичане. В 1804 году англичане основали первую постоянную христианскую (англиканскую) миссию. В XVIII веке на территорию Сьерра-Леоне началось проникновение ислама из соседней Гвинеи.
В 1808 году часть территории Сьерра-Леоне перешла под власть Великобритании, а в течение XIX века англичане вытеснили французов с остальной части современной территории страны. В 1896 году Сьерра-Леоне объявлено британским протекторатом.
Английские колониальные власти не препятствовали деятельности католических миссионеров. В 1858 году был образован апостольский викариат Сьерра-Леоне под патронажем Лионского общества африканских миссий. В 1859 году первый апостольский викарий М. де Марион-Бресийяк погиб от жёлтой лихорадки. В 1864 году была основана миссия священников Конгрегации Святого Духа.
В 1950 году апостольский викариат Сьерра-Леоне преобразован в епархию Фритауна-Бо, в 1970 году она получила статус архиепархии.
В 1961 году провозглашена независимость страны, в 1962 году основана вторая епархия — епархия Макени под патронажем конгрегации ксавериан. В 1970 году образована третья католическая епархия страны — епархия Кенемы, ей руководили священники Конгрегации Святого Духа. В 2011 году архиепархия Фритауна-Бо поделена на архиепархию Фритауна и епархию Бо.
В 1979 году во Фритауне была открыта апостольская делегатура, в 1996 году были установлены полноценные дипломатические отношения между Сьерра-Леоне и Святым Престолом, делегатура преобразована в нунциатуру.

## Современное состояние
Большинство населения страны, 60 % — последователи ислама, причём число мусульман выросло с 35 % в 1960 до 60 % в 2008 году. Последователи африканских традиционных религий насчитывают 30 %, протестанты и католики вместе составляют около 10 % населения. Христианские структуры выполняют помимо религиозной, важную культурно-образовательную миссию, большинство образовательных учреждений страны образовано и поддерживается протестантами и католиками.
Структуры Католической церкви в стране состоят из архиепархии-митрополии Фритауна и подчинённых ей епархий Макени, Кенемы и Бо.
В Сьерра-Леоне служат 120 священников в 61 приходе. Епископы страны совместно с епископами Гамбии объединены в Конференцию католических епископов Гамбии и Сьерра-Леоне.